# بابالون
بابالون (به انگلیسی: Babalon) که به نام‌های فاحشهٔ سرخ پوش، مادر بزرگ یا مادر پلیدی نیز شهرت دارد. یکی از خدایان ساختهٔ طریقه عرفانی تلما است که توسط آلیستر کرولی زمانی که کتاب شریعت را می‌نوشت ایجاد شد. او به‌طور مطلق نشانگر یک زن برانگیزنده شهوت و یک زن آزاد است که می‌توان به خاطر صفت بارور بودن او را به عنوان مادر زمین نیز شناخت.